# CRE (recombinase)
Pour les articles homonymes, voir CRE.
CRE est une recombinase (enzyme permettant d'effectuer des recombinaisons spécifiques). Elle va permettre la recombinaison entre elles de séquences LOXP : les deux séquences vont alors se fusionner. On l'utilise en thérapie génique chez des animaux génétiquement modifiés au préalable pour avoir des séquences LOXP présentes de part et d’autre d’une séquence d’intérêt. Il y a alors deux cas de figure,.

## Séquence LOXP homotypiques
Séquence LOXP homotypiques : les séquences présentes de part et d’autre du gène sont capables de recombinaison entre elles. L’action de la CRE va fusionner les séquences adjacentes, donc supprimer la séquence cible : knock out du gène d’intérêt. 

## Séquences LOXP héterotypiques
Séquences LOXP hétérotypiques : les séquences ne peuvent pas se recombiner entre elles, donc pas de knock out. Elles peuvent cependant se recombiner avec des séquences identiques ou au moins compatibles : il y a recombinaison en présence d'un vecteur donneur avec un transgène encadré par les séquences LOXP correspondantes. Pas de knock out, mais knock in.